# Milénium (pořad)
Milénium je televizní pořad – futurologistický magazín České televize, vysílaný v letech 2008–2011 na ČT24.

## O pořadu
Pořad Milénium byl premiérově vysílán v letech 2008–2010 každé všední dopoledne od 11.35, po pořadu Před polednem. V roce 2011 bylo jeho vysílání přesunuto z 11.35 na 17.35. Pořad nabízel rozhovory s hosty a pohled do budoucnosti z oblasti vědy, technologie a moderního života.
V pozici moderátorů Milénia se střídali Jiří Václavek a Veronika Paroulková.